# Loch Venachar
Loch Venachar (« Loch Bheannchair » en gaélique écossais) est un lac écossais du district de Stirling, situé entre Callander et Brig o' Turk (en). Il a 6 km de long orienté dans le sens ouest-est et une profondeur maximale de 33 mètres.
A l'extrémité ouest, le lac reçoit les eaux du Black Water, émissaire du Loch Achray. A l'extrémité est, il s'écoule dans Eas Gobhain qui en rejoignant la Garbh Uisge forme la Teith
- (en) Cet article est partiellement ou en totalité issu de l’article de Wikipédia en anglais intitulé « Loch Venachar » (voir la liste des auteurs).